# アブシリの反乱
アブシリの反乱（Abushiri revolt）は、1888年から1889年にかけてドイツ領東アフリカ沿岸部で発生した反乱。最終的にドイツ帝国とドイツに協力したイギリス帝国やイタリア王国などによる反乱地域の封鎖により鎮圧された。

## 背景

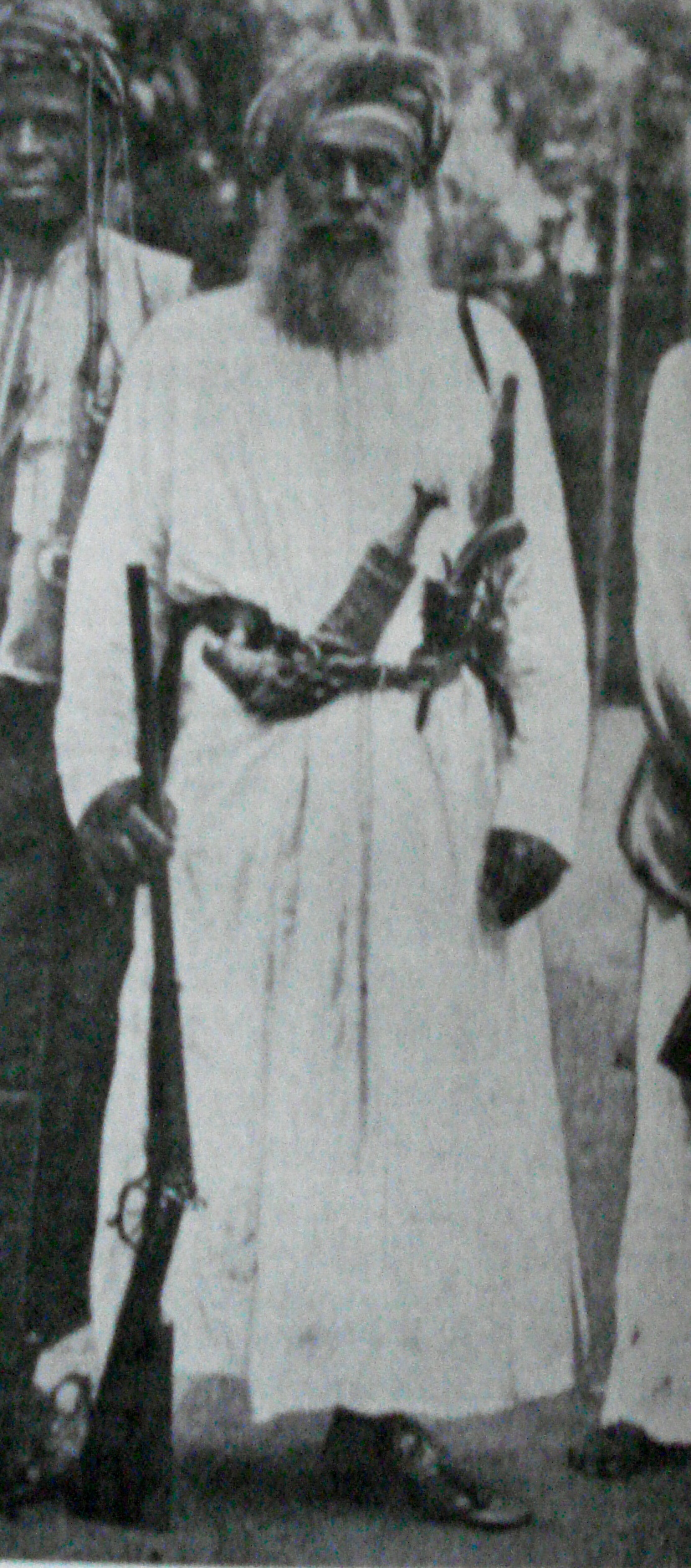
アブー＝シリー・イブン＝サーリム・アル＝ハルシー

アブシリは本名をアブー＝シリー・イブン＝サーリム・アル＝ハルシー（أبوشيري بن سالم الحرثي、Abushiri ibn Salim al-Harthi）といい、父はアラブ人で母はオロモ族の出身だった。パンガニ付近を拠点として交易商を営み、ザンジバル政府からは不法者とされていた。アブシリはザンジバルのスルターンの討伐軍を撃退し、パンガニ河口付近に強い支持層を得ていた。
ドイツ東アフリカ会社は1885年頃から東アフリカに進出していたが、沿岸部および沿岸に近い内陸部のアラブ商人や現地部族の首長らは、ドイツが彼らからキャラバン通商路を奪い、通商税による収入を妨げ、さらには土地を強制的に登録させられることになり土地をも失う危険にさらされたために不満が高まっていた。

## 蜂起
1888年8月にドイツ東アフリカ会社がパンガニに進出すると、アブシリは付近の住民を率いて武力による反抗を開始した。9月にはタンガ港を襲撃してこれを陥落し、南方のミキンダニ港を襲い、キルワでは2人のドイツ人を殺害した。反抗運動は沿岸部のバガモヨ、リンディ、キルワ、ミキンダニ、および内陸のウサンバ、ウサガラ地方へ広がり、ダルエスサラームとバガモヨは反抗軍に包囲され、いつ陥落するか分からない状態となった。
ドイツ東アフリカ会社は反抗を抑えることができず、ドイツ本国政府に支援を求めた。ドイツ宰相オットー・フォン・ビスマルクは軍人探検家ヘルマン・フォン・ヴィスマンを司令官として派遣した。ヴィスマンは途中スーダン人やソマリ人などの傭兵を得て、バガモヨに上陸した。また海軍は海上封鎖を行い、反抗勢力への海上からの武器や物資の補給を阻止した。この封鎖にはイギリス、イタリアも参加し、ポルトガルもポルトガル領東アフリカ（後のモザンビーク）沿岸での武器弾薬の通商を禁止して協力した。
1888年末の少し前、アブシリと現地民との同盟が崩壊し、彼はバガモヨ近くにある彼の本拠地を守備するためにアラブ人傭兵を雇わざるを得なくなった。ヴィスマンに率いられたドイツ軍部隊は1889年5月8日にアブシリの本拠地を攻撃し、106名のアラブ人が死亡した。アブシリは脱出して内陸部に逃れ、ヤオ族およびムブンガ族の人々を説き伏せて反抗を継続することができた。同年10月にアブシリはヤオ族ら5-6,000の兵を集め、バガモヨのドイツ軍陣地を攻撃した。しかし、火力に優れたドイツ軍はそれら攻撃を撃退し、多くの現地民はまもなくアブシリの元を去った。
アブシリとともにいたサガラ族の首長マガヤはドイツに寝返り、アブシリをドイツ軍に引き渡した。1889年12月15日、アブシリはパンガニで公開絞首刑に処された。
アブシリが蜂起してまもなく沿岸地方に住むジグア族のヘリ（通称ブワナ＝ヘリ）も蜂起し、バガモヨ付近でアブシリとともにドイツ軍と対峙した。1889年6月、ヘリはドイツ軍にサダニの戦いで敗れ、内陸部へ撤退していくつかの砦を築いたが、次々にドイツ軍に破られた。タボラとウジジから約600人が加わったといわれるが、最終的にブワナ＝ヘリは降伏した。南部の沿岸地方では、キルワに上陸したドイツ軍は海軍の艦砲射撃の支援を受け速やかにキルワ、リンディ、およびミキンダニを回復した。1891年にヴィスマンは反乱が鎮圧された事を報告した。

## 余波
鎮圧後、ドイツ政府はドイツ領東アフリカを直接統治することを決定し、ドイツ東アフリカ会社は通商活動のみに限定して存続することになった。1890年4月1日、ユリウス・フォン・ゾーデンが植民地総督に就任し植民地政府が創設されることが決定され、カール・ペータースらのドイツ東アフリカ会社職員は植民地政府の役人となった。